# Teo Jung
Theodor Karl August Heinrich Jung (1892 Meckenheim – 1986 Den Haag) byl německý a později nizozemský novinář a esperantista. Byl zakladatelem a redaktorem nejvýznamnějšího esperantského časopisu, nyní vydávaného pod jménem Heroldo de Esperanto.

## Dílo

### Vlastní dílo
- La Alta kanto de L’Amo
- Lando de L’Fantazio
- Ĉiu-Ĉiun
- Gudrun
- Sakuntala
- De muheddin ĝis mundilatin

### Překlady
- La Ŝipĉarpentisto (Friedrich Gerstäcker)
- En Okcidento nenio nova (Erich Maria Remarque)
- La vojo returne (E. M. Remarque)
- La Mistero de L’Sango (F. de Battaglio)